# Туризм в Камеруне

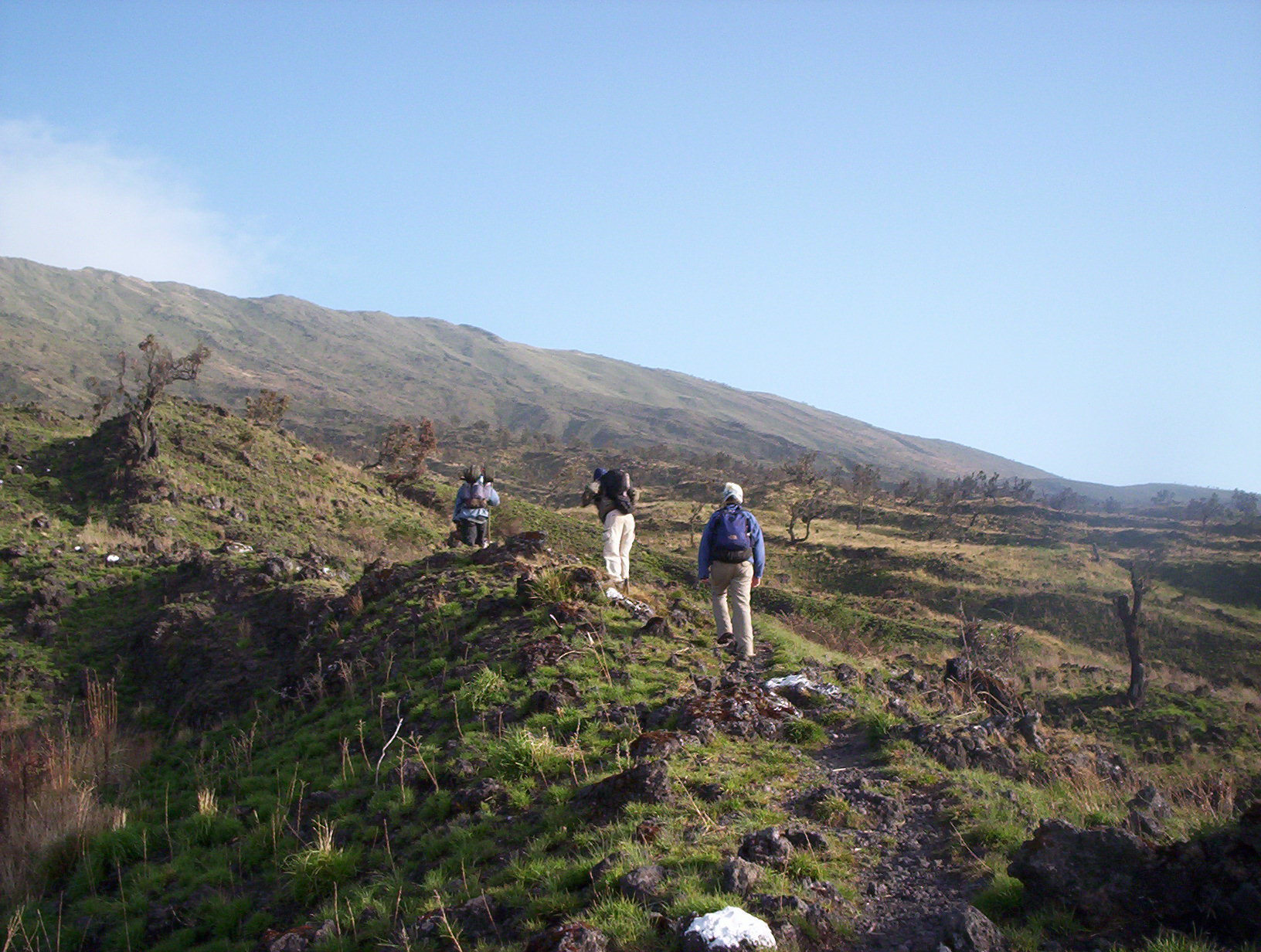
Туристы поднимаются на вулкан Камерун в Юго-Западном регионе

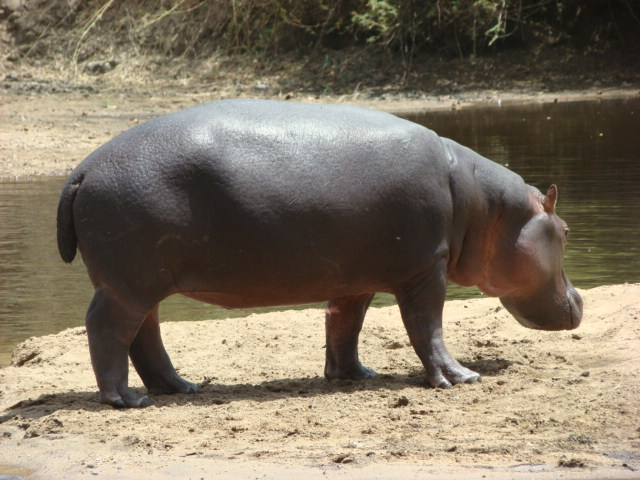
Гиппопотамы в Национальном парке Бенуэ

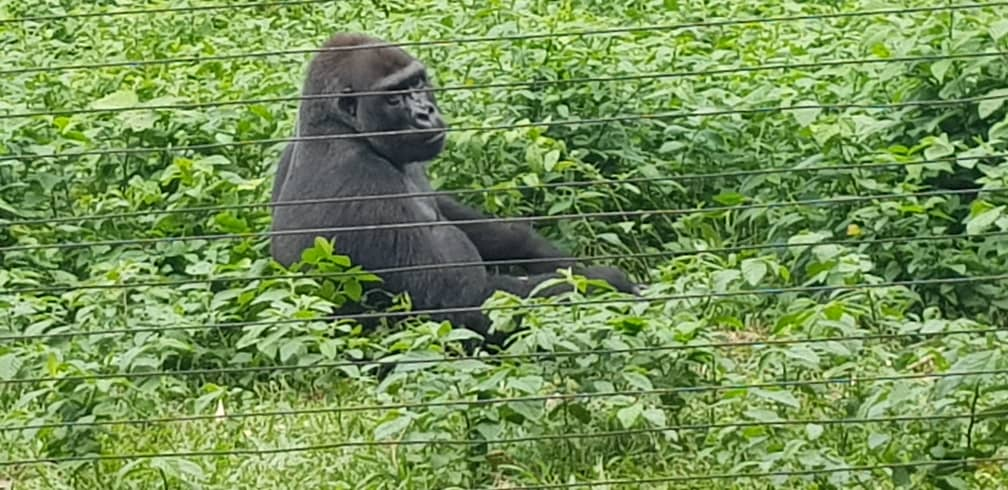
Гориллы в заповеднике Мефу

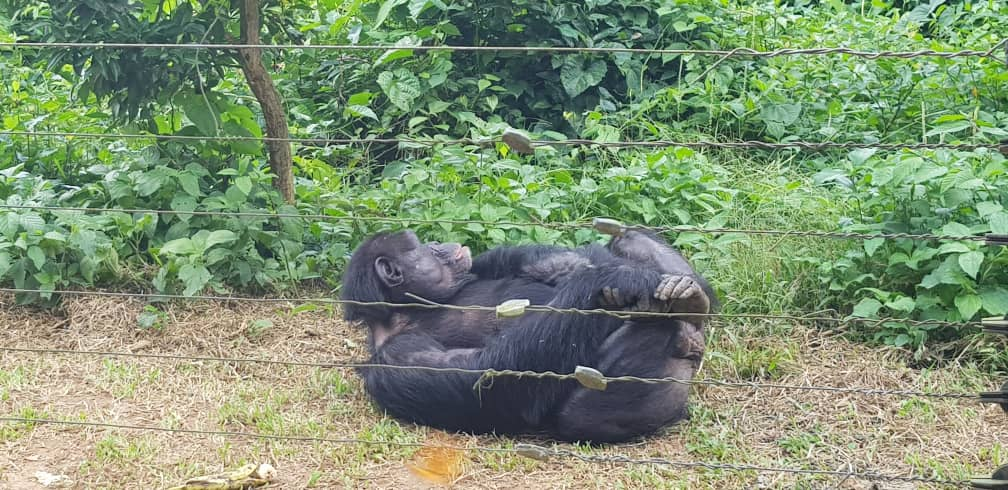
Шимпанзе в заповеднике Мефу

Туризм в Камеруне — отрасль экономики Камеруна. С 1970-х годов Правительство Камеруна развивает эту отрасль, создавая министерство туризма и поощряя инвестиции авиакомпаний, гостиниц и туристических агентств. Правительство описывает эту страну как «Африку в миниатюре», пропагандируя её разнообразие климата, культуры и географии. Дикая природа Камеруна привлекает как сафари-любителей, так и охотников на крупную дичь, поскольку Камерун является домом для многих знаковых животных Африки: гепарда, шимпанзе, слона, жирафа, гориллы, гиппопотама и носорога. Препятствия для дальнейшего роста туристического сектора включают плохую транспортную инфраструктуру и коррумпированных чиновников, которые могут преследовать посетителей за взятки.

## Развитие

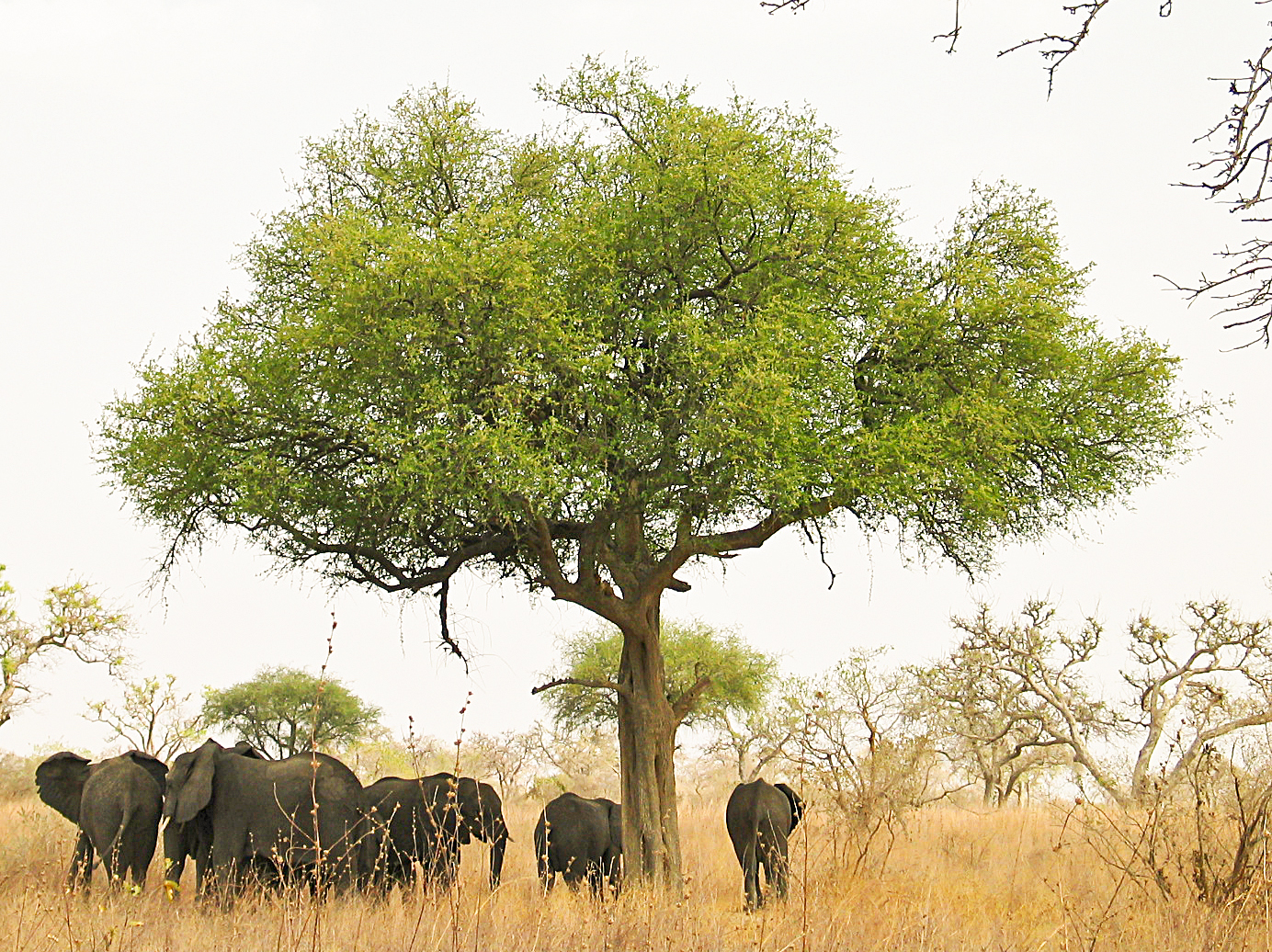
Слоны в национальном парке Ваза в Крайнесеверном регионе

Правительственные программы по развитию туризма в Камеруне начались 3 декабря 1974 года, когда президент Ахмаду Ахиджо издал приказ, который выделил туристическую индустрию, имеющую особый статус, и учредил генеральный комиссариат туризма. 28 июня 1975 года Ахиджо восстановил этот орган в качестве генеральной делегации по туризму, целью которой было поощрение частных инвестиций со стороны авиакомпаний, гостиниц и других организаций, а также туристических агентств. Делегация публикует туристическую литературу и рекламирует Камерун с помощью рекламы. Ахмаду Ахиджо и его преемник, Поль Бийя, выделили несколько национальных парков и охотнических заповедников в качестве дальнейших туристических розыгрышей. Ещё одним приоритетом стало улучшение авиа -, железнодорожных и автомобильных перевозок до популярных туристических объектов.
Туристическая инфраструктура Камеруна постоянно улучшается. В 1960 году страна предлагала 37 отелей с 599 номерами. В 1976 году этот показатель вырос до 203 отелей с 3229 номерами. В 1980 году страна предлагала 7500 гостиничных номеров. Тем не менее, подавляющее большинство этих комнат находятся в двух крупных городах, Дуала и Яунде. В 1971 году Камерун посетили 29 500 туристов. Это число возросло до 100 000 туристов в 1975 году и 130 000 в 1980 году. Большинство посетителей страны приезжают из Франции, Великобритании и Канады. Деловые путешественники составляют один из самых больших сегментов туристов Камеруна. Эта отрасль добилась значительных успехов с 1990-х годов. Камерун в основном франкоязычен, но две провинции, Северо-Западная и Юго-Западная, являются англоязычными.

## Препятствия для туристов

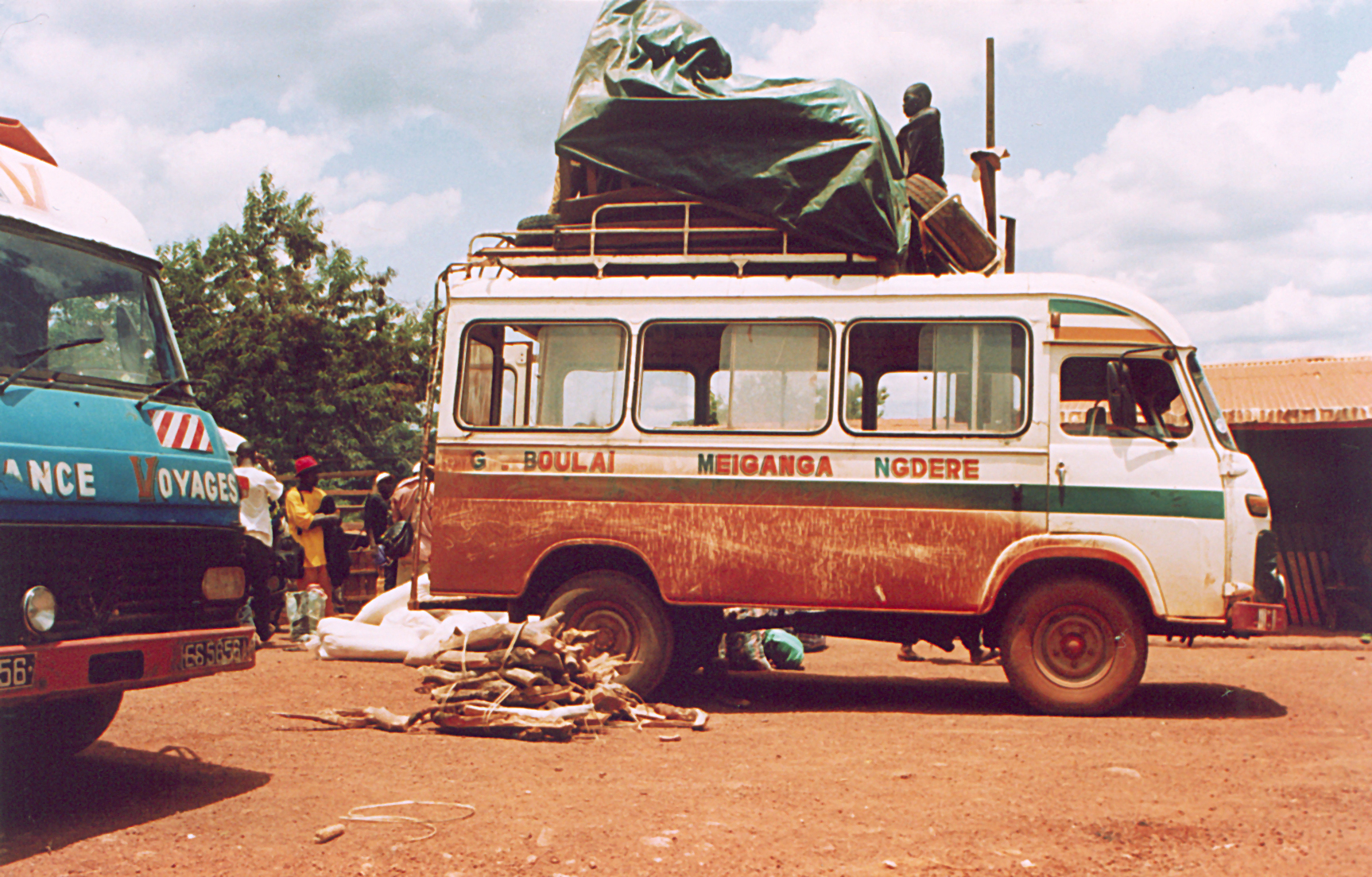
Маршрутное такси в Батури

Туристы сталкиваются в Камеруне с несколькими препятствиями. Фотографировать трудно, так как камерунцы часто обижаются на иностранцев, фотографирующих вещи, которые посторонние могут счесть странными или которые могут бросить Камерун в негативном свете. Правительство запрещает фотографировать правительственные здания и персонал, аэропорты, мосты и рынки.
Отношение к туристам со стороны камерунских чиновников улучшилось по мере того, как правительство подчеркивало роль туризма как источника дохода. Туристы когда-то сталкивались с долгими, тщательными поисками по прибытии в страну, но они стали редкостью. Тем не менее, полиция или жандармы иногда обвиняют иностранных туристов в шпионаже или осуществлении наемнической деятельности. Это особенно верно для туристов, которые посещают объекты вне основных туристических маршрутов или выбирают дешёвое жилье или общественный транспорт (например, мини-автобусы) вместо более дорогих отелей и арендованных автомобилей. Полиция и жандармы на блокпостах могут преследовать иностранных гостей за взятки.

## Туристические объекты

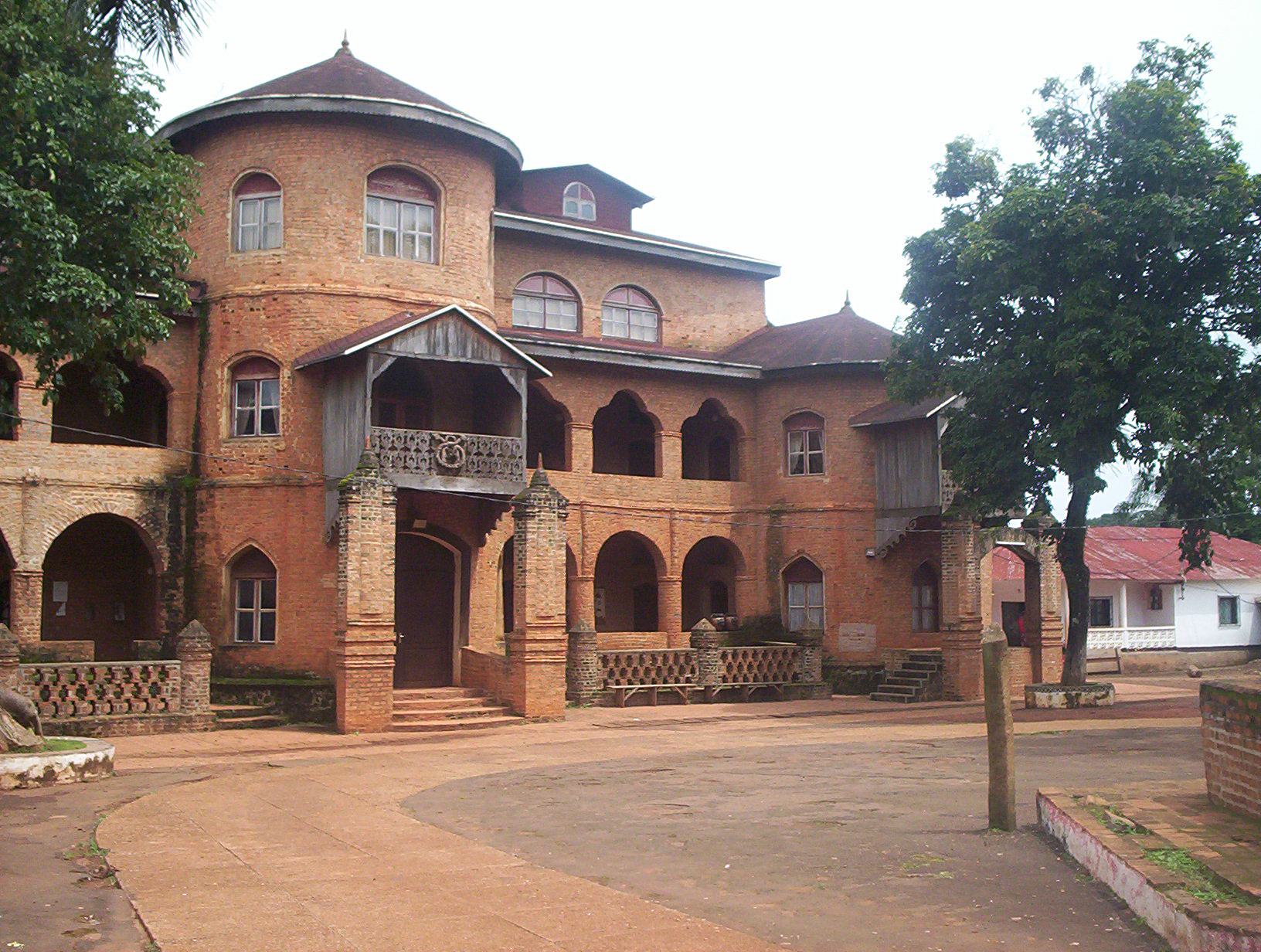
Дворец султана бамумов в Фумбане

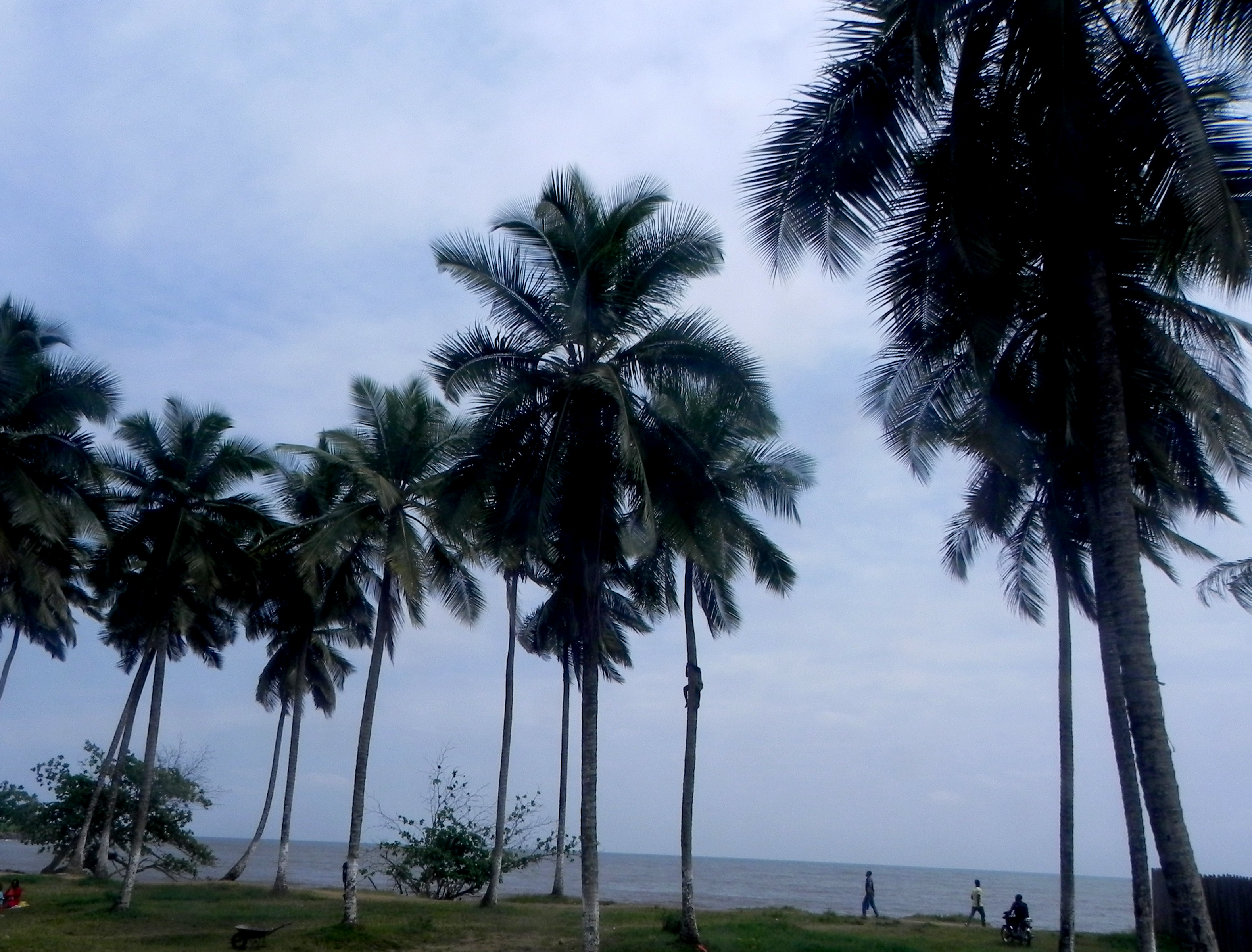
Пляж Криби

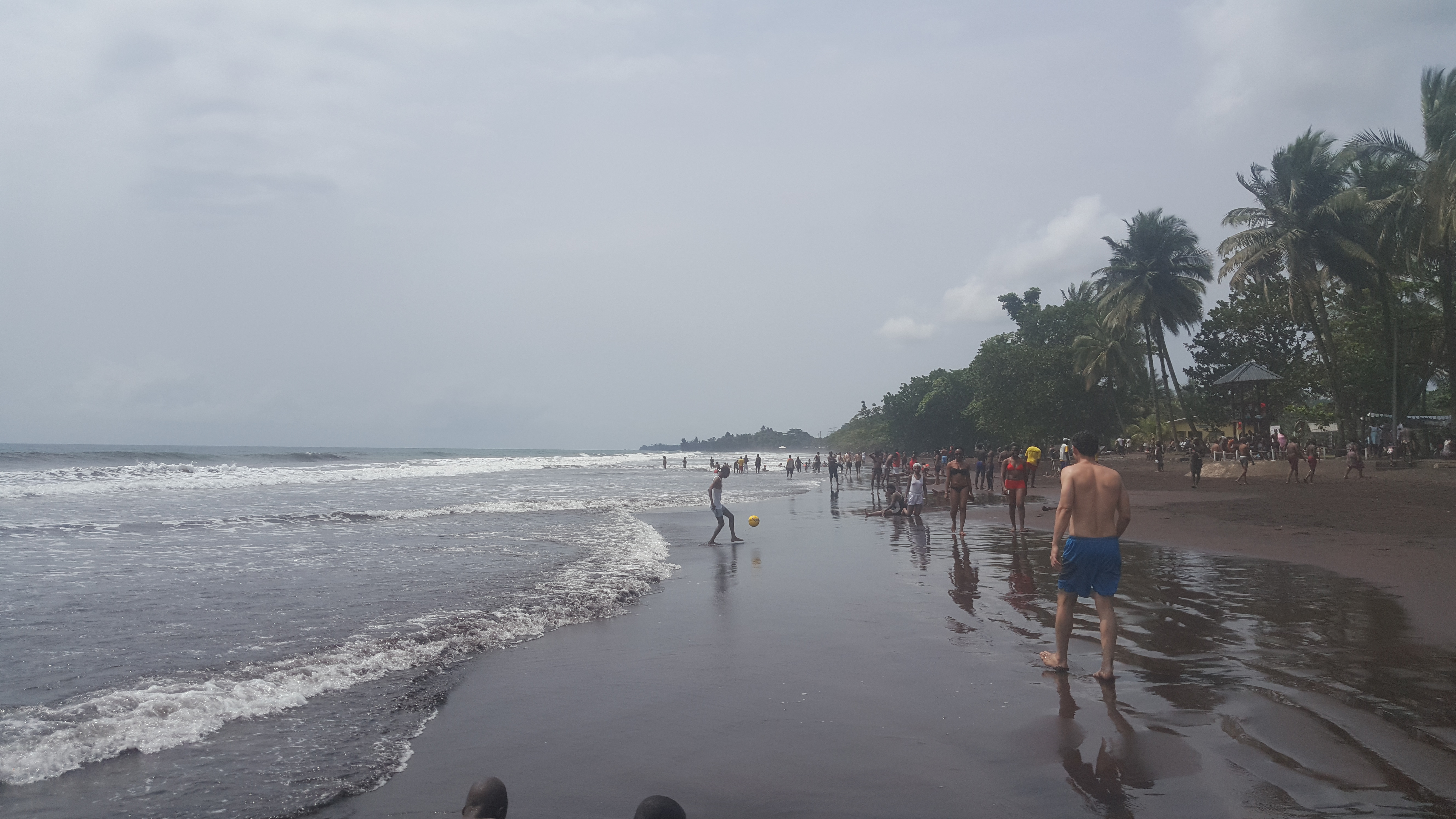
Пляж Лимбе с людьми, занимающимися различными видами деятельности

Камерунское правительство позиционирует страну как «Африку в миниатюре», утверждая, что страна предлагает все разнообразие Африки—в климате, культуре и географии—в пределах своих границ. Другие туристические фразы, которые иногда используются, включают «плавильный котел Африки» и «Африка в микрокосме». Камеруна в четырёх основных областях: на побережье, в крупных городах, Западного нагорья и север. побережье предлагает два крупных пляжных курорта города: Лимбе — англоязычный город с чёрным вулканическим песком; а Криби — франкоязычный город с белыми песчаными пляжами. Вулкан Камерун на побережье является самой высокой горой в Центральной и Западной Африке и привлекает туристов и альпинистов. Точка отсчета для восхождения на гору МТ. Камерун-это город Буэа, где можно нанять гидов и взять напрокат снаряжение. Здесь есть несколько хижин с жестяными крышами, в которых туристы могут спать во время восхождения на гору.

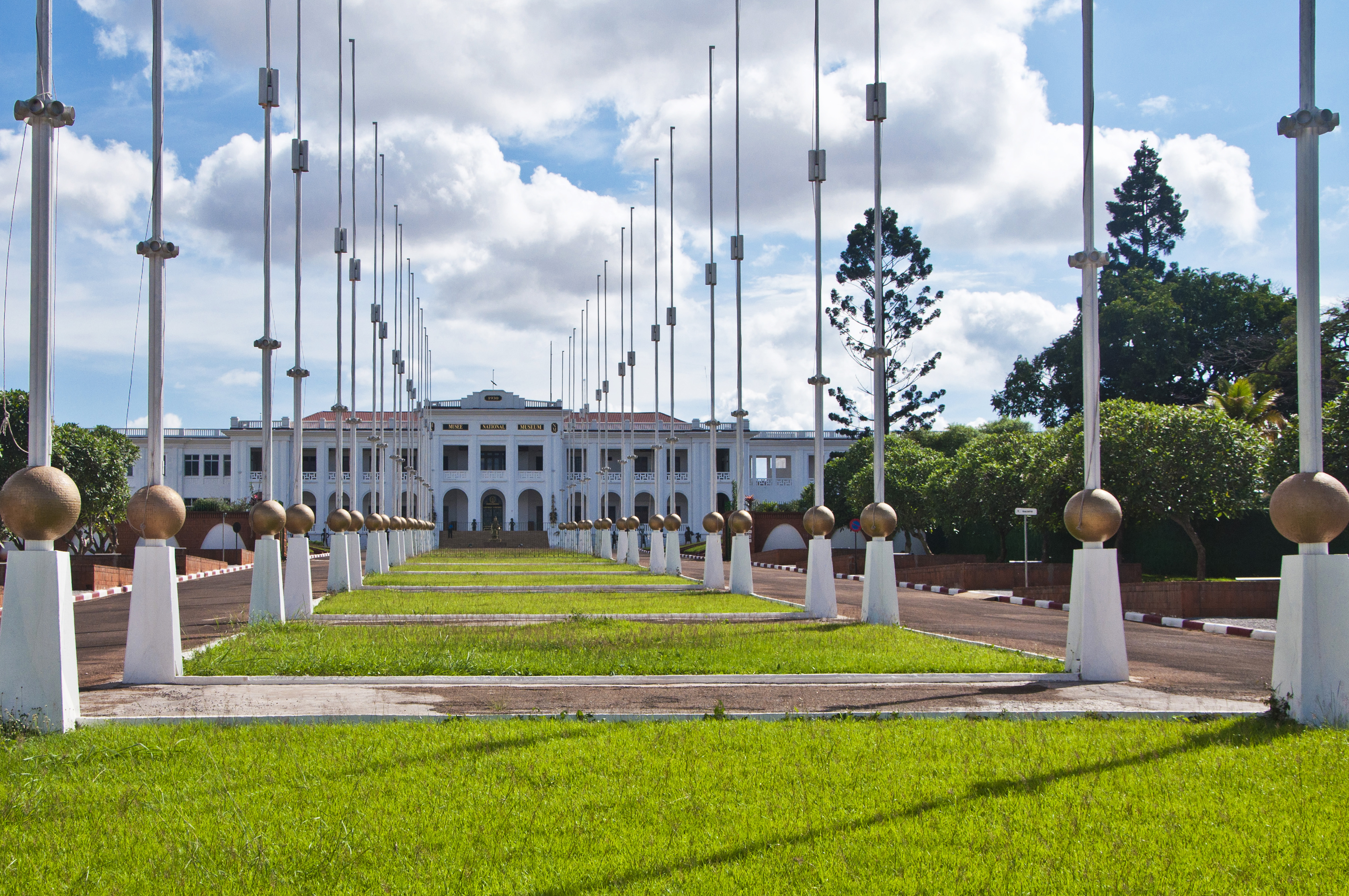
Национальный музей Камеруна

Монумент Воссоединения

Яунде является домом для большинства камерунских национальных памятников. Здесь также есть несколько музеев. Западное нагорье предлагает живописные горные пейзажи, водопады и озера, а высота обеспечивает более прохладный климат. Баменда — главный город западного нагорья, столица Северо-Западного региона. Этот район известен своей традиционной культурой и ремеслами. Город Бафусам особенно известен своей культурой резьбы по дереву и артефактами. На самом деле этот район производит больше ремесел, чем любой другой в Камеруне. На Западе также находятся традиционные вождества и фондомы, такие как султанат Фумбан. Каждый вождь обычно имеет свой собственный дворец или комплекс, который посетители могут посещать за определённую плату.

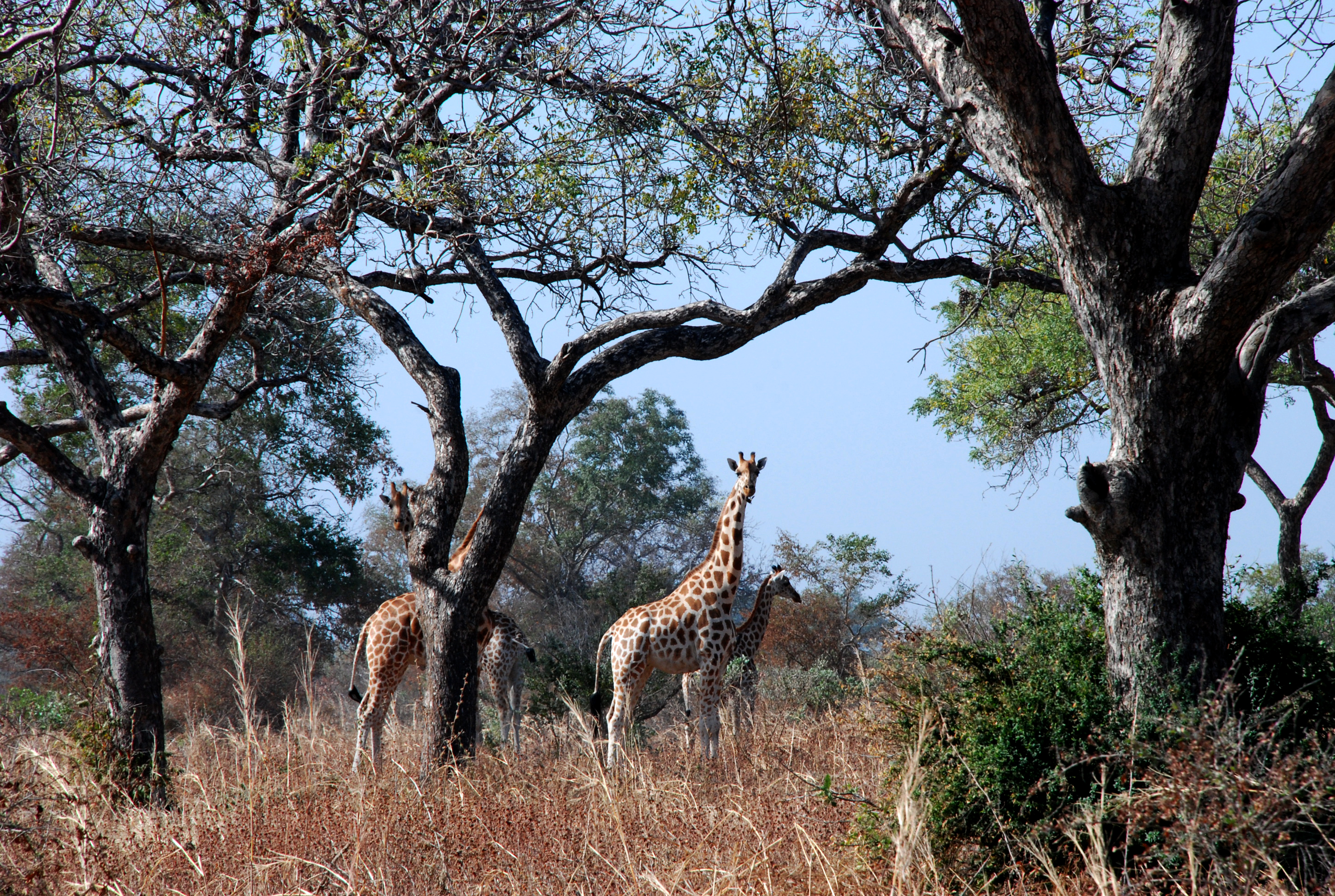
Жирафы в национальном парке Ваза

Север Камеруна — главная достопримечательность страны. В этом районе есть несколько заповедников дикой природы, в том числе самый большой и лучший в Западной Африке национальный парк Ваза. Эти парки предлагают как просмотр животных, так и охота на крупную дичь.. Животные в этом регионе включают гепарда, слона, жирафа, гиппопотама и носорога. Маруа предлагает большой ремесленный рынок и музеи..
Провинции Адамава, Восток и Юг предлагают новый фронт для расширения туристической индустрии, но плохие транспортные условия сдерживают развитие отрасли в этих регионах. лесные заповедники на юге имеют мало туристической инфраструктуры, но посетители там могут увидеть шимпанзе, слона, гориллу и другую тропическую лесную фауну.